# (6241) Galante
(6241) Galante – planetoida z pasa głównego asteroid okrążająca Słońce w ciągu 5,2 lat w średniej odległości 3,0 j.a. Została odkryta 4 października 1989 roku w Osservatorio San Vittore. Nazwa planetoidy pochodzi od Marii Pia Galante (ur. 1916), żony Ciro Vacchiego – właściciela i dyrektora Osservatorio San Vittore.